# Aleida Alavez Ruiz
Aleida Alavez Ruiz (Ciudad de México; 10 de enero de 1974) es una política mexicana, miembro del partido Morena. Actualmente, funge como alcaldesa de Iztapalapa.
Ha sido diputada federal en 4 ocasiones: en 2006, 2012, 2018 y 2021. Como parte de la LXV Legislatura fue Vicecoordinadora del Grupo Parlamentario de Morena en la Cámara de Diputados. Trabajó en las comisiones legislativas de Hacienda y Crédito Público, Justicia y Puntos Constitucionales en la Cámara de Diputados.  
Anteriormente se desempeñó como diputada local de 2015 a 2018 en la Asamblea Legislativa del Distrito Federal por el XXIX Distrito Electoral Local en Iztapalapa.

## Biografía
Aleida Alavez es Licenciada en Ciencias de la Comunicación egresada de la Universidad Nacional Autónoma de México. Desde 1995 fue consejera del PRD en el Distrito Federal y de 2000 a 2002 fue consejera nacional, además fue Secretaria de Comunicación del PRD del Distrito Federal y Secretaria General del comité delegacional en Iztapalapa, de 1998 a 1999 fue Subdelegada territorial del Paraje de San Juan y de 1999 a 2000 en Cabeza de Juárez, ambas en Iztapalapa; así como diputada a la Asamblea Legislativa del Distrito Federal por el XXIX Distrito Electoral Local del Distrito Federal de 2003 a 2006.
Electa diputada federal a LX Legislatura por el XVII Distrito Electoral Federal del Distrito Federal de 2006 a 2009, en ella fue miembro de la Comisión de Medio Ambiente y Recursos Naturales y de la Comisión de Radio, Televisión y Cinematografía.
El 14 de septiembre de 2015 renunció al Partido de la Revolución Democrática, para integrarse al grupo parlamentario del Movimiento Regeneración Nacional, debido a que, en sus propias palabras se debe reivindicar la ruta desde la izquierda y compartir esta agenda Legislativa.

### Alcaldesa de Iztapalapa
En la jornada electoral del domingo 2 de junio de la Ciudad de México los habitantes eligieron al gobernador de sus alcaldías para los próximos 3 años de gobierno. Quienes participaron en la contienda para obtener el mando de Iztapalapa fueron Aleida Alavez Ruiz candidata de la alianza morena PT y partido verde ecologista, Alex Irán Pichardo de movimiento ciudadano y Karen Quiroga Anguiano de la coalición va por México.
Al corte de los votos de las 8 de la noche del 3 de junio se declaraba como virtual ganadora Aleida Alavez Ruiz por morena, con un contundente 64.22% de los votos, a Alex Irán Pichardo García de movimiento ciudadano se le colocaba con un 6.53 de los votos y a Karen Quiroga Anguiano con el 26.54 de los votos.

## Trayectoria

### Trayectoria Administrativa
| Del año | Al año | Trayectoria                                                                |
| ------- | ------ | -------------------------------------------------------------------------- |
| 1998    | 1999   | Subdelegada territorial de Paraje San Juan, Iztapalapa, Distrito Federal.  |
| 1999    | 2000   | Subdelegada territorial en Cabeza de Juárez, Iztapalapa, Distrito Federal. |

### Trayectoria Legislativa
| Del año | Al Año | Trayectoria |
| ------- | ------ | --- |
| 2003    | 2006   | Diputada local en la III Legislatura de la Asamblea Legislativa del Distrito Federal (ALDF). |
| 2006    | 2009   | Diputada federal en la LX Legislatura. Coordinadora jurídica del Grupo Parlamentario del PRD. Integrante de las comisiones de Medio Ambiente y Recursos Naturales; Radio, Televisión y Cinematografía; y Especial para la Defensa de los Derechos Sociales de Acceso al Agua y la Protección de Ambientes Acuáticos. |
| 2009    | 2012   | Diputada local en la V Legislatura de la ALDF. Presidenta de la Comisión Especial de Servicios de Suministro y Cobros de Energía Eléctrica en el Distrito Federal. Secretaria de las comisiones de Gobierno; de Normatividad Legislativa, Estudios y Prácticas Parlamentarias. Integrante de las comisiones de Hacienda, Preservación del Medio Ambiente y Protección Ecológica, Gestión Integral del Agua. Integrante de los comités de Capacitación para el Desarrollo Parlamentario; y, de Estudios y Estadística sobre la Ciudad de México. |
| 2012    | 2015   | Diputada federal en la LXII Legislatura. Vicecoordinadora del Grupo Parlamentario del PRD. Vicepresidenta de la Mesa Directiva. Secretaria de las comisiones de Distrito Federal y Gobernación; Integrante las comisiones de Defensa Nacional; Bicamaral de Seguridad Nacional; y, Especial para dar seguimiento a las investigaciones relacionadas con los hechos ocurridos en Iguala, Guerrero, a alumnos de la escuela normal rural de Ayotzinapa Raúl Isidro Burgos.                                                                        |
| 2015    | 2018   | Diputada local en la Vll Legislatura de la ALDF. |
| 2018    | 2021   | Diputada federal en la LXIV Legislatura. Presidenta de la Comisión de Puntos Constitucionales. Integrante de las comisiones de Desarrollo Metropolitano, Urbano, Ordenamiento Territorial y Movilidad; y, Hacienda y Crédito Público. |
|         |        | |

### Trayectoria Política
| Del año | Al año | Trayectoria                                                                                              |
| ------- | ------ | --- |
|         |        | Integrante del Frente Nacional contra la Represión (FNCR).                                               |
| 1994    |        | Fundadora del Movimiento Popular Nueva Tenochtitlán Benita Galeana.                                      |
| 1995    |        | Responsable de comunicación social del movimiento ciudadano en la elección vecinal del Distrito Federal. |
| 1995    | 2015   | Consejera estatal del PRD en la Ciudad de México.                                                        |
| 1995    | 2015   | Consejera nacional del PRD                                                                               |
| 2000    | 2001   | Secretaria de comunicación social del Comité Ejecutivo Estatal del PRD en el Distrito Federal.           |
| 2001    | 2003   | Secretaria general del PRD en Iztapalapa, Distrito Federal.                                              |
| 2015    | 2015   | Precandidata del PRD a jefa delegacional de Iztapalapa, Distrito Federal.                                |